# NGC 7064
NGC 7064 is een balkspiraalstelsel in het sterrenbeeld Indiaan. Het hemelobject werd op 8 juli 1834 ontdekt door de Britse astronoom John Herschel.

## Synoniemen
- ESO 188-9
- IRAS 21255-5259
- PGC 66836